# Gabriel Oprea
Gabriel Oprea (Fundalea, 1 januari 1961) is een Roemeens militair en politicus. Hij was aanvankelijk lid van de sociaaldemocratische PSD (2003–2009) en sinds 2010 van de UNPR.
Oprea bekleedde vele politieke functies. Hij was lid van de Kamer van Afgevaardigden namens het district Ilfov (2004–2012) en daarna senator namens de hoofdstad Boekarest. Ook maakte hij deel uit van verschillende regeringen: zo was hij onderminister van Binnenlandse Zaken (2003–2004), minister van Binnenlandse Zaken (2008–2009 en 2014–2015) en minister van Defensie (2009–2012). Bovendien was hij van 2012 tot 2015 vicepremier onder Victor Ponta; in die periode fungeerde hij tweemaal kortstondig als interim-premier tijdens Ponta's afwezigheid.

## Biografie
In 1983 rondde hij de militaire officiersschool in Sibiu af als officier, waarna hij rechten ging studeren aan de Universiteit van Boekarest van 1985 tot 1990 en verkreeg hij later zijn doctoraat in 2000. In 1997 rondde hij ook een cursus "Nationale veiligheid" af aan het Carol I Nationaal Defensie Universiteit waaraan hij in 2001 professor werd. Hij was thesis adviseur aan de politieacademie "Alexandru Ioan Cuza" (Boekarest) in 2002 en professor en thesis adviseur aan de nationale academie voor inlichtingen "Mihai Viteazul” (Boekarest) sinds 2008. Hij is auteur en co-auteur van verschillende boeken en artikelen sinds 2001. Gabriel Oprea diende in de landmacht van 1983 tot 1990 en aan het Militair Gerechtshof in 1990. Hij behaalde de rang van een luitenant-generaal in 2008. In oktober 2009 werd hij door president Traian Băsescu gepromoveerd tot generaal, volgens journalist Cristian Oprea in ruil voor zijn steun in de herverkiezing van Băsescu tot president. Van 2000 tot 2001 was hij adjunct-directeur van de Nationale Defensie Universiteit. Van 2001 tot 2002 was hij Secretaris van staat bij het Nationale staatsreserve administratie en van 2002 tot 2003 was prefect (afgevaardigde namens het landsbestuur) van Boekarest, waar Traian Băsescu destijds burgemeester was.

#### Plagiaat controverse
In 2015 verscheen in het nieuws het bericht dat Oprea in 2000 plagiaat zou hebben gepleegd in zijn thesis aan de Universiteit van Boekarest. Marian Popescu, president van de Ethische commissie van de Universiteit, bevestigde deze beschuldiging. De Nationale raad voor Ethiek van het Ministerie van Onderwijs, de enige instantie in Roemenië die de doctorstitel kan intrekken, pleitte hem echter vrij. Helemaal onomstreden is deze raad niet. Ten tijde van eenzelfde controverse rondom Victor Ponta in 2012 werd de samenstelling van de Raad midden in de beoordelingsprocedure gewijzigd door de toenmalige minister van onderwijs.
Oprea zat in de commissie die het proefschrift van Ponta goedkeurde.
Hij was verder proefschrifbegeleider bij meerdere andere proefschriften waar plagiaat vermoed wordt. Daaronder die van Neculai Ontanu, de burgemeester van sector 2 van Boekarest en secretaris generaal van de UNPR, van Loredana Radu, de advocaat van Victor Ponta, van Bogdan Liciu, de adjunct procureur generaal van Boekarest en van zijn secretaresse en adviseur Adela Loredana Neagu.
Zelf beschouwt hij de beschuldigingen als politiek gemotiveerd omdat hij en zijn partij er zo goed voor staan. In maart 2016 werd een nieuwe commissie samengesteld, deze commissie stelde vast dat er wel degelijk plagiaat was gepleegd en adviseerde het intrekken van zijn doctors titel.

### Politieke ontplooiing bij de PSD en het kabinet-Boc I
In 2003 sloot Oprea zich aan bij de PSD. Hij begon als onderminister van Binnenlandse Zaken in het kabinet van Adrian Năstase (juni 2003–juli 2004). Daarnaast werd hij president van de partij in het district Ilfov in 2004 en van het beleidsdepartement defensie van de PSD in 2006. Daarbij maakte hij onderdeel uit van de parlementaire commissie die de activiteiten van de geheime dienst (SRI) in de gaten moest houden en die wetsvoorstellen behandelde die op deze dienst van toepassing zouden zijn. In 2004 werd hij herkozen als parlementslid en nam hij zitting in de commissie met betrekking tot de administratie en Binnenlandse Zaken.
Oprea werd in december 2008 minister van Administratie en Binnenlandse Zaken in de eerste regering van Emil Boc. Hij gaf bij zijn aanstelling als minister aan dat veiligheid en ordehandhaving zijn prioriteit had en de toetreding tot het Schengen gebied in 2011. Na drie weken stapte hij alweer op nadat hij bekritiseerd door verschillende partijleden, waaronder partijvoorzitter Mircea Geoană, voormalig president Ion Iliescu en medepartijlid Liviu Dragnea, op de mensen die hij aanstelde op zijn departement. Vooral vanwege de aanstelling van Virgil Ardelean als hoofd van het generaal directoraat voor interne informatie en beveiliging. Hij kreeg ook weinig steun van zowel premier Boc als president Băsescu. Hij stapte vervolgens in januari 2009 uit de PSD en werd in februari als onafhankelijk parlementslid toegelaten tot de defensie commissie. In oktober viel datzelfde kabinet Boc alsnog nadat de PSD uit de regering stapte. Bij de presidentsverkiezingen van 2009 steunde hij Traian Băsescu in plaats van zijn voormalig partijleider Mircea Geoană.

### Kabinet-Boc II
Aan het einde van 2009 werd Oprea aangesteld als minister van Defensie in het kabinet-Boc II. In 2009 voerde hij de lijst van onafhankelijke parlementsleden aan die in mei 2010 de UNPR vormde. Hij werd vervolgens verkozen tot partijleider van de UNPR. Hij bleef minister van Defensie tot het einde van het kabinet en zelfs ten tijde van kortstondige kabinet van Mihai Răzvan Ungureanu. Het kabinet van Ungureanu werd na een geslaagde motie van wantrouwen opgevolgd door een kabinet van PSD, PNL en PC tot aan de parlementaire verkiezingen van 2012. Na de parlementaire verkiezingen werd Victor Ponta aangesteld om een nieuw kabinet te vormen. Hij wist tot een overeenkomst te komen met Oprea, die Ponta parlementaire steun beloofde ondanks kwalificaties van Ponta die de leden van de UNPR uitmaakte voor "verraders" en "infiltranten".

### Kabinetten-Ponta
In december 2012 werd Oprea verkozen tot senator en aangesteld als vicepremier in het eerste kabinet-Ponta. In 2014, na het ontslag van Radu Stroe, keerde Oprea tijdelijk terug als minister van Binnenlandse Zaken, maar dit werd een permanente post bij de herstructurering van het kabinet in maart van datzelfde jaar. In juni 2015 nam Oprea het premierschap waar ten tijde van Ponta's knieoperatie en enkele maanden later nogmaals, toen Ponta voor controle en rust nog een keer naar het ziekenhuis in Turkije moest. In deze periode keurde Oprea de nominatie van Mihai Răzvan Ungureanu als hoofd van de geheime dienst goed, ondanks bezwaar van de PSD en Victor Ponta. Na het dodelijk ongeluk van de motoragent en de brand in Colectiv Club op 30 oktober 2015 volgde massademonstraties tegen de regering met Oprea en Victor Ponta in het bijzonder waarbij het aftreden van beiden werd geëist. Op 4 november 2015 trad Victor Ponta af en diende hij het ontslag van zijn regering in. Oprea stapte gelijktijdig met Ponta op, zijn ministerspost in het demissionair kabinet wordt waargenomen door staatssecretaris Ilie Botoş tot de nieuwe regering van Dacian Cioloș werd geïnstalleerd.

#### Dodelijk ongeluk motoragent
Op 20 oktober 2015 kwam motoragent Bogdan Gigina om tijdens zijn werk bij de begeleiding van een colonne van Gabriel Oprea in Boekarest. De motoragent belandde in een gat in het wegdek en overleed aan zijn verwondingen. De auto van Oprea stopte niet. Enkele ngo's en de oppositie eisten zijn aftreden. Zij verweten hem het oneigenlijk gebruik van een colonne, het doorrijden bij een ongeluk en het uitblijven van een officiële reactie van zijn kant. Ook president Klaus Johannis adviseerde hem, na een gesprek een week later, om af te treden. Oprea gaf na het gesprek zijn eerste persconferentie en ontkende het onwettige gebruik van de colonne. Hij zei niet te hebben geweten van het ongeval totdat hij aangekomen was op de bestemming en verantwoordde zijn stilte als respect voor de familie. Het Openbaar Ministerie deed wel een onderzoek naar hem op verdenking van dood door schuld. Ook het Anticorruptie agentschap (DNA) stelde een onderzoek in naar machtsmisbruik wegens het onrechtmatig gebruik van politiebegeleiding. De senaat stemde echter tegen opheffing van zijn immuniteit en blokkeerde dus vervolging door het DNA, ondanks dat Oprea zelf had aangegeven dat zijn immuniteit opgeheven mocht worden. Dit leidde tot protesten in het land, waarop Oprea zijn ontslag als senator indiende om alsnog voor vervolging in aanmerking te komen.

### Aftreden
Halverweg februari 2016 werd Oprea voor een tweede maal geconfronteerd met een onderzoek naar zijn handelen, ditmaal omtrent de aanschaf van een dienstauto. Op 3 maart 2016 nam Oprea ontslag als voorzitter van de UNPR om naar eigen zeggen geen obstakel te vormen naar de lokale verkiezingen toe. Hij schoof Valeriu Steriu naar voren als zijn gewenste opvolger, die vervolgens ook werd verkozen op een UNPR-congres. Hij gaf zelf aan volledig uit de politiek te willen stappen.

## Privé
Gabriel Oprea is getrouwd en heeft een zoon en een dochter.